# Копальня Формін'яно
Копальня Формін'яно (Formignano) – колишній гірничодобувний майданчик у італійському регіоні Емілія-Романья, за чотири десятки кілометрів на південний захід від Равенни. 
Перші звістки про гірничу активність у Формін'яно відносяться до 1556 року, втім, активна розробка розташованих тут покладів сірки припала вже на 19 століття, протягом якого річний видобуток зріс з кількох десятків до 7 тисяч тонн. При цьому місцева копальня неодноразово змінювала власників, так, в 1801-му це був місцевий підприємець Делламор, а у 1816-му Формін'яно (поряд із копальнею Пертікара) була викуплена графом Джованні Чістерні (Giovanni Cisterni), який невдовзі також спорудив завод з виплавки сірки у Ріміні. В 1837-му підприємство Чістерні збанкрутувало і вже наступного року було викуплене французькими підприємцями, що діяли через компанію Augustin Picard & C., яка вже у 1842-му теж була визнана банкрутом. Наступного року копальню придбала італійська компанія Nuova Società delle Miniere Solfuree di Romagna, що з 1855-го була перетворена на акціонерне товариство Società delle Miniere Solfuree di Romagna. Вона змогла управляти гірничим майданчиком кілька десятків років, проте в 1896-му все-таки зазнала краху.  
У 1899-му копальню викупила Società Anonima Sulfuree Trezza-Romagna, що з 1904-го була відома як Società Anonima Sulfuree Trezza- Albani-Romagna. Нарешті, у 1917-му власником стала компанія Montecatini, яка стартувала за три десятки років до того як гірничодобувна, а у 1910-х почала перетворюватись на гіганта італійської хімічної промисловості. 
Розробку вели підземним способом, зокрема, відомо, що в 1840-му французькі власники спорудили тут шахту глибиною 120 метрів. В більш пізні части копальня складалась із шахт «Busca-Montemauro» та «Luzzena-Formignano», підземні виробітки яких виявились сполученими між собою. У підсумку загальна глибина копальні досягнула півкілометра, вона мала дев’ять похилих стовбурів та 26 рівнів.
В 1922 – 1923 роках видобуток довелось призупиняти через кризу у сірчаній промисловості, тоді як за два десятиліття по тому так само нетривала перерва в розробці була зумовлена подіями Другої світової війни. У підсумку ж фатальним для копальні стало виснаження запасів. Споруджений в 1953 – 1954 за три кілометри від Формін'яно стовбур «Монтемауро» виявив лише тонкий продуктивний пласт і в 1962-му копальню закрили.
Всього за період з 1861 року та до моменту закриття у Формін'яно видобули 409 тисяч тонн сірки, при цьому піковий показник у 8,3 тисячі тонн був досягнутий 1912-го року.